# Günther Jacoby
Friedrich Günther Jacoby (* 21. April 1881 in Königsberg i. Pr.; † 4. Januar 1969 in Greifswald) war ein deutscher Theologe und Philosoph.

## Leben
Von 1900 bis 1903 studierte Günther Jacoby in Königsberg Evangelische Theologie. Den Lizentiatengrad erwarb er mit einer Textinterpretation des biblischen Buchs Jeremia. Nach der Staatsprüfung für den höheren Schuldienst in Religion, Hebräisch und Deutsch, die er 1904 ablegte, studierte er während seiner Hilfslehrertätigkeit in Ostpreußen und Berlin Philosophie und promovierte 1906 bei Friedrich Paulsen mit der Arbeit Herders „Kalligone“ und ihr Verhältnis zu Kants „Kritik der Urteilskraft“. Es folgten zwei Jahre als Austauschlehrer in Paris und Glasgow und 1908 ein gescheiterter Habilitationsversuch in Münster. Schließlich habilitierte sich Jacoby 1909 in Greifswald mit seinem zwei Jahre zuvor erschienenen, auf seiner Dissertation basierenden Buch Herders und Kants Ästhetik sowie dem Manuskript Die Philosophie Herders.
Nach der Habilitation wurde Jacoby Privatdozent der Philosophie in Greifswald. Aus Jacobys Greifswalder Antrittsvorlesung zum Thema Pragmatismus entspann sich ein Briefwechsel mit William James, der zu einer Einladung als Research Fellow an die Harvard University führte. 1911 legte er die Arbeit Herder als Faust vor, in der er anhand von Textvergleichen darzulegen versuchte, dass Johann Wolfgang von Goethe als Vorbild für sein Faust-Drama Johann Gottfried Herder im Sinn hatte. Nach einer Gastprofessur an der University of Illinois und ausgedehnten Vortragsreisen in Asien und Nordafrika diente Jacoby für einige Monate als kriegsfreiwilliger Offizier an der Westfront, ehe er schwer verwundet und mit dem Eisernen Kreuz II. Klasse als dienstuntauglich entlassen wurde. 1915 warb das Preußische Kultusministerium um Dozenten für die reformierte Dârülfünûn in Konstantinopel, und so unterrichtete Jacoby dort bis zum November 1918, „die reichlich gewährte Mußezeit für ein nie publiziertes Opus über ‚Herder und die Neubegründung der deutschen Philosophie in der 2. Hälfte des 18. Jhs.‘ nutzend“.
Nach der Rückkehr trat Jacoby dem Freikorps Plehwe bei, kehrte aber schon zu Beginn des Sommersemesters 1919 nach Greifswald zurück. Im März 1920 beteiligte er sich an der Spitze einer Freiwilligen-Kompanie am Kapp-Putsch gegen die Weimarer Republik. Nach dem raschen Scheitern dieses Aufstandes „hing Jacoby alten Sympathien nur noch als Wähler der DNVP nach und widmete sich seinem Lebenswerk, der ‚Ontologie der Wirklichkeit‘“.
Eine Bestellung Jacobys lehnte die Greifswalder Fakultät ab, weil „der zwischen Philosophie und Literaturgeschichte pendelnde Jacoby, den man wegen seiner vielen Auslandsreisen im übrigen kaum zu Gesicht bekommen habe, wohl kein geeigneter Kandidat für eine solche Rangerhöhung sei“. Eine von Jacoby angeregte Einrichtung eines Extraordinariats für Internationale Philosophie in Kiel wurde wegen seiner mangelnden fachlichen Qualifikation abgelehnt, und so „gaben die Greifswalder allein wegen der ‚Zwangslage‘ des Konstantinopel-Heimkehrers ihren Widerstand gegen die Ernennung zum nb. Extraordinarius auf“.
Im Dritten Reich 1937 wegen der Abstammung seines Großvaters zwangspensioniert, konnte Jacoby erst 1945 den Lehrbetrieb wiederaufnehmen.
Ein Nachlass befindet sich in der Universitätsbibliothek Tübingen.

## Würdigung
Neben Nicolai Hartmann gilt Jacoby als Begründer der gegen den Neukantianismus gerichteten „kritischen Ontologie“, einer Form des Kritischen Rationalismus. 
Weltanschaulich fällt Jacoby durch Ablehnung der Demokratie auf („der zeitweilige Aufenthalt in ‚demokratischen Staaten‘ habe seinen ohnehin schwachen Glauben an die Volksherrschaft noch weiter ‚heruntergebracht‘“), und 1921 prangert er in einer Broschüre über „Englische und deutsche Mannesart“ mit Formulierungen wie „Paradies des Durchschnittsmenschentums“ einen „englischen Konformismus“ als „ein christlich verkleidetes Judentum“ an, dem er die Freiheit „deutschen Menschentums“ gegenüberstellt.
Die Logik betrachtet Jacoby als rein philosophische Disziplin, die streng von der modernen formal-mathematischen Logik (bei ihm noch „Logistik“ genannt) abgegrenzt werden müsse – eine Position, die er in seiner 1962 erschienenen Monographie Die Ansprüche der Logistiker auf die Logik und ihre Geschichtsschreibung  zusammenfassend darstellte und die sein Schüler Bruno von Freytag-Löringhoff in seiner Nachfolge weiterentwickelte.
Als Aufgabe der Logik sieht es Jacoby an, den Begriff „logisch“ – im Sinn von „folgerichtig“ – auf seine objektiven, vom schließenden Subjekt unabhängigen Hintergründe zu untersuchen. Diese Hintergründe bilde nicht das Schließen selbst, das er als subjektiv – an ein psychologisches Subjekt gebunden – betrachtet; vielmehr beruhe alles Folgerichtige auf einem „subjektfrei objektiven Fundament“, bei dem es sich um „Identitäten zwischen Sachverhalten“ handle. Auf das Bestehen oder Nichtbestehen solcher Identitäten beziehe sich alles Logische, das heißt alle „Begriffe, Urteile, Annahmen, deduktive und induktive Schlüsse“. Insbesondere werden für Jacoby Art-Gattungsverhältnisse, also Verhältnisse zwischen allgemeineren Sachverhalten, den Gattungen, und spezielleren Sachverhalten, den Arten, durch eine bestimmte Art von Identität und Nichtidentität ausgemacht. Nur diese sei für die Logik relevant.
Jacobys Verständnis von Logik und deren Gegenstandsbereich sowie seine Definition von Identität sieht er in starkem Gegensatz zur modernen formalen Logik, von der er zudem die Meinung vertritt, dass sie mit einer bestimmten erkenntnistheoretischen Position verbunden und notwendig subjektgebunden sei.
Da Urteile und Schlüsse für Jacoby subjektgebunden, Begriffe subjektfrei objektiv sind und da der Gegenstand von Logik die Untersuchung objektiver Gegebenheiten zu sein habe, müsse Logik auf der Ebene der Begriffe ansetzen und nicht – wie er es in der modernen formalen Logik gegeben sieht – auf der Ebene von Aussagen oder von Schlüssen. Eine Konsequenz dieses Standpunktes sei, dass die Analyse von Aussagen in Subjekts- und Prädikatsbegriff (Art und Gattung) und in den Ausdruck von deren „Identität“, wie sie die traditionelle Logik in Gestalt der Syllogistik vornehme, als die einzige logisch richtige betrachtet werden müsse und dass nur Syllogismen gültige Schlussfolgerungen seien.
Der Erkenntnis der modernen Logik, dass viele intuitiv gültige Argumente – zum Beispiel das in der Tradition häufig zitierte Argument „Alle Pferde sind Tiere. Also sind alle Pferdeköpfe Tierköpfe“ – nach einer solchen Analyse nicht als gültig erwiesen werden können, schließt sich Jacoby an; um dennoch in der Lage zu sein, die Gültigkeit solcher Argumente aufrechtzuerhalten, geht er davon aus, dass das jeweilige Argument zusätzliche Prämissen umfassen müsse, die bloß nicht ausdrücklich angeführt seien – dass das Argument also unvollständig formuliert, ein Enthymem sei.
Von Jacobys Auffassung von Logik – er spricht von der „Einen Logik“ – hebt sich stark die mit formalen und mathematischen Methoden arbeitende moderne Logik ab, wie sie zum Beispiel in Aussagenlogik, Prädikatenlogik oder Modallogik vorliegt. Jene betrachtet Jacoby als mathematische Disziplinen, als Einzelwissenschaften, die keinen Anspruch auf die Erkenntnis der „wahren Logik“ erheben könnten und die der Philosophie unterzuordnen seien.
Dass der modernen formalen Logik dennoch schon zu Jacobys Lebzeiten von Seiten der Philosophie ein so hoher Stellenwert eingeräumt wurde und die Anerkennung seiner Interpretation der traditionellen Logik zurückging, führt er in seinem Werk Die Ansprüche der Logistiker auf die Logik und ihre Geschichtschreibung darauf zurück, dass die Vertreter der modernen Logik teils aus Motiven positivistischer Philosophiefeindschaft, teils aus „konfessionellen Motiven“, daneben aber auch von „Geltungsbedürfnis“, „Unreife“ und „Verbandsbewusstsein“ getrieben, eine weltumspannende Propagandamaschine aufgebaut hätten, um gemeinschaftlich „als Exponenten der Ideologie eines unsichtbaren internationalen Konzerns“ erst „Rufmord, dann Substanzmord“ an der philosophischen Logik begehen und schließlich deren Erbschaft antreten zu können.

## Schriften
- Glossen zu den neuesten kritischen Aufstellungen über die Composition des Buches Jeremja (Capp. 1–20), Königsberg 1902
- Der Pragmatismus. Neue Bahnen in der Wissenschaftslehre des Auslands. Eine Würdigung, Leipzig 1909
- Herder als Faust. Eine Untersuchung, Felix Meiner Leipzig 1911
- Englische und deutsche Mannesart, Moninger Greifswald 1921 (=Deutsche Sammlung Band 1)
- Allgemeine Ontologie der Wirklichkeit, 2 Bände, Halle 1925 und 1955, Neuauflage: Niemeyer Tübingen 1993, ISBN 3-484-70151-X (Band 1), ISBN 3-484-70152-8 (Band 2)
- Denkschrift über die gegenwärtige Universitätsphilosophie in der Deutschen Demokratischen Republik, 1955
- Die Ansprüche der Logistiker auf die Logik und ihre Geschichtsschreibung, Kohlhammer Stuttgart 1962